# Coelosphaeridae
Famille
Les Coelosphaeridae forment une famille de spongiaires de l'ordre Poecilosclerida vivant en eau de mer.

## Liste des genres
Selon World Register of Marine Species (31 mai 2016) :
- genre Celtodoryx Perez, Perrin, Carteron, Vacelet & Boury-Esnault, 2006
- genre Chaetodoryx Topsent, 1927
- genre Coelosphaera Thomson, 1873
- genre Forcepia Carter, 1874
- genre Histodermella Lundbeck, 1910
- genre Inflatella Schmidt, 1875
- genre Lepidosphaera Lévi & Lévi, 1979
- genre Lissodendoryx Topsent, 1892
- genre Myxillodoryx Aguilar-Camacho & Carballo, 2012